# 神奈川県立大船フラワーセンター
神奈川県立大船フラワーセンター（かながわけんりつおおふなフラワーセンター）、愛称「日比谷花壇大船フラワーセンター」（ひびやかだんおおふなふらわーせんたー）は、神奈川県鎌倉市岡本にある総面積63,900平方メートルの植物園。1967年（昭和42年）に神奈川県農業試験場の跡地に開設された。
2018年3月までの名称は神奈川県立フラワーセンター大船植物園（かながわけんりつふらわーせんたーおおふなしょくぶつえん）であった。それ以降の愛称は命名権制による。
農業試験場で研究・改良されていた、玉縄桜（タマナワザクラ、ソメイヨシノを改良した早咲きの品種）やシャクヤク・ハナショウブを中心に国内外の観賞植物が展示物として集められている。

## 組織
2018年4月より、神奈川県が指定する管理者である「アメニス大船フラワーセンターグループ」が運営する。
2010年の時点では、神奈川県環境農政局の出先機関として位置づけられていた。植物園内には管理課・植栽課・増殖指導課・展示普及課があった。

### 指定管理者制への移行
2018年4月までは、神奈川県が運営していたが、それ以降は指定管理者制が導入された。 指定期間は令和5年3月末までが予定されている。
指定管理者は2017年に公募され、3者が応募した。選定された「アメニス大船フラワーセンターグループ」の構成企業・団体は日比谷花壇とそのグループ企業である日比谷アメニス、鎌倉市公園協会、相鉄企業である。他には横浜緑地や西武造園などのグループ、神奈川新聞と横浜植木のグループが応募した。
「展示物／施設の改善・付帯施設の更新・老朽化対策等のため」として、2017年7月から2018年3月まで休園した。

## アクセス
- JR東日本（東海道本線・横須賀線・根岸線）・湘南モノレール「大船駅」西口より徒歩約16分
- 神奈川中央交通「岡本バス停」より徒歩1分